# Boutersem
Boutersem är en kommun i Belgien.   Den ligger i provinsen Flamländska Brabant och regionen Flandern, i den centrala delen av landet, 30 km öster om huvudstaden Bryssel. Antalet invånare är 7 712. Boutersem gränsar till Tienen.
Trakten runt Boutersem består till största delen av jordbruksmark. Runt Boutersem är det ganska tätbefolkat, med 166 invånare per kvadratkilometer.